# Cyrtandra mucronata
Cyrtandra mucronata är en tvåhjärtbladig växtart som beskrevs av Jean Nadeaud. Cyrtandra mucronata ingår i släktet Cyrtandra och familjen Gesneriaceae. Inga underarter finns listade i Catalogue of Life.